# Lijst van rijksmonumenten in Zoelmond
De plaats Zoelmond telt 11 inschrijvingen in het rijksmonumentenregister. Hieronder een overzicht.
| Object                                                | Oorspronkelijke functie? | Bouwjaar                                      | Architect | Locatie        | Coördinaten?                  | Nr.?   | Afbeelding                   |
| ----------------------------------------------------- | ------------------------ | --------------------------------------------- | --------- | -------------- | ----------------------------- | ------ | ---------------------------- |
| Voormalige pastorie der hervormde kerk                | Woonhuis                 | waarschijnlijk 18e eeuw (oorsprong)           |           | Dorpsstraat 2  | 51° 56' 34" NB, 5° 18' 38" OL | 11454  | Meer afbeeldingen            |
| Nederlands hervormde kerk                             | Kerk en kerkonderdeel    | 15e eeuw en later                             |           | Plein 1        | 51° 56' 33" NB, 5° 18' 39" OL | 11455  | Meer afbeeldingen            |
| Schuur met gepleisterde voorgevel                     | Boerderij                | 1756 (ankers)                                 |           | Groeneweg 7A   | 51° 56' 33" NB, 5° 18' 31" OL | 11456  | Meer afbeeldingen            |
| Dorpshof                                              | Boerderij                | 1868 (steentje)                               |           | Hoogeinde 2    | 51° 56' 29" NB, 5° 18' 45" OL | 11457  | Meer afbeeldingen            |
| Engelrode                                             | Woonhuis                 | eerste helft 19e eeuw                         |           | Kochpad 17     | 51° 56' 23" NB, 5° 18' 6" OL  | 11458  | Meer afbeeldingen            |
| Het Klooster                                          | Woonhuis                 | laatste kwart 19e eeuw                        |           | Haardijk 3     | 51° 56' 25" NB, 5° 18' 37" OL | 523110 | Het Klooster                 |
| Garage                                                | Onderdeel woningen e.d.  | ca. 1925                                      |           | Haardijk bij 3 | 51° 56' 27" NB, 5° 18' 36" OL | 523111 | Garage                       |
| Stenen schuur                                         | Boerderij                | 19e eeuw                                      |           | Kochpad bij 17 | 51° 56' 23" NB, 5° 18' 6" OL  | 523114 | Stenen schuur                |
| Houten schuur                                         | Boerderij                | 1900                                          |           | Kochpad bij 17 | 51° 56' 23" NB, 5° 18' 6" OL  | 523115 | Houten schuur                |
| Twee gekoppelde schuurbergen                          | Boerderij                | laatste helft 19e eeuw                        |           | Plein bij 7    | 51° 56' 32" NB, 5° 18' 44" OL | 523120 | Twee gekoppelde schuurbergen |
| Herenhuis met hek en koetshuis met aangebouwde schuur | Woonhuis                 | 1908 (herenhuis+koetshuis) 19e eeuw (schuur ) |           | Plein 18       | 51° 56' 30" NB, 5° 18' 41" OL | 523121 | Meer afbeeldingen            |